# Tîșkivka, Markivka
Tîșkivka (în ucraineană Тишківка) este un sat în comuna Lisna Poleana din raionul Markivka, regiunea Luhansk, Ucraina.

## Demografie
Componența lingvistică a localității Tîșkivka
     Ucraineană (92,83%)
     Rusă (7,17%)
Conform recensământului din 2001, majoritatea populației localității Tîșkivka era vorbitoare de ucraineană (92,83%), existând în minoritate și vorbitori de rusă (7,17%).